# Sophie Amber Lascelles
Sophie Amber Lascelles (ur. 1 października 1973 w Thorpeness) – córka Jamesa Lascelles’a i Frederici Anny Duhrseen i wnuczka George’a Lascallesa.

## Życiorys
Urodziła się 1 października 1973 w Thorpeness jako córka Jamesa Lascelles’a i Frederici Anny Duhrseen. Na początku lat 90. pracowała w Footsbarn Travelling Theatre. Obecnie zajmuje się fotografią.
11 czerwca 2011 jej mężem został Timothy Pearce, z którym rok wcześniej zostali rodzicami Liliandy Rose Pearce.